# Гранби (Квебек)
Гранби (фр. Granby) је град у Канади у покрајини Квебек. Према резултатима пописа 2011. у граду је живело 63.433 становника.

## Становништво
Према резултатима пописа становништва из 2011. у граду је живело 63.433 становника, што је за 6,8% више у односу на попис из 2006. када је регистровано 59.385 житеља. 
| 2006.  | 2011.  |
| ------ | ------ |
| 59.385 | 63.433 |

## Партнерски градови
- Тун
- Виндзор
- Ковентри
- Сент Етјен
- Hammam-Lif
- Joal-Fadiouth